# Лекит-Кётюклю
Лекит-Кётюклю (Лекит-Котуклу, Лякит Кётюклю, азерб. Ləkit Kötüklü) — село на севере Азербайджана, в Гахском районе.
Является одним из полностью цахурских поселений Азербайджана. В селе было 200 дымов. Села Лекит-Малах и Лекит-Кётюклю образованы цахурами в 1820 году, выходцами из села Сувагил Азербайджана и частично из Дагестана. В селе распространён цахурский язык.

## Этимология
Селения Илисуйского султаната Лекит, Лекит-Кётюклю, Лекит-Малах и Лек (Курдул) сохранили в своих названиях этноним албанского племени легов. В составе топонима Лекит сохранилось окончание множественного числа т, употреблявшееся в древних тюркских языках. Гияседдин Аскер оглы Гейбуллаев возводит азербайджанский топоним Котуклу (Кётюклю) к катиарам — скифскому племени (роду), упоминаемому Геродотом, родоначальником которого был Арпоксай. Плиний Старший называет это племя котиеры при перечислении племён, живущих за Яксартом (Сырдарьёй). Гекатей Милетский, перечисляя народы, называет катаннов у Каспийского моря.

## Едди Килисе
В нескольких километрах северо-восточнее села Лекит на пути к селению Лекит-Кётюклю расположен архитектурный комплекс Едди Килисе, состоящий из нескольких культовых сооружений. Согласно распоряжению кабинета министров Азербайджана об исторических и культурных памятника, является памятником архитектуры местного значения.